# 楊本
楊本（?—?），明朝军事人物。
楊本为太学出身，精通各类禽遁術，后應募授錦衣鎮撫，跟从李景隆讨伐朱棣有功，被李景隆嫉妒而不被重用。之后楊本弹劾李景隆喪師辱國，遂以孤軍獨出，后被捉捕，关在北平监狱中，之后被杀。